# Montanissell
Montanissell es una localidad española del municipio leridano de Coll de Nargó, en la comunidad autónoma de Cataluña.

## Historia
A mediados del siglo XIX, el lugar, por entonces cabeza de un ayuntamiento que también incluía a los lugares de Cellent y Valldargues, tenía contabilizada una población de 25 habitantes. La localidad aparece descrita en el decimoprimer volumen del Diccionario geográfico-estadístico-histórico de España y sus posesiones de Ultramar de Pascual Madoz de la siguiente manera: 

MONTANISELL: l. que forma ayunt. con el de Cellent y Valldargues, de que es cap. en la prov. de Lérida (17 leg.), part. jud. y dióc. de Seo de Urgel (5), aud. terr. de Barcelona (23) y c. g. de Cataluña. sit. en la cima de un cerro, donde el clima es frio y les vientos dominantes los de los cuatro puntos. Hay 13 casas, 1 igl. (San Juan Bautista), que tiene por anejo el pueblo de Cellent; el curato es de primer ascenso, y lo sirve 1 cura rector, y cementerio dentro del pueblo. El térm. confina por N. con el de Cabó; E. el de Orgañá; S. el de Valldargues, y O. el de Boixols de Tremp. El terreno es de mala calidad, y en su pequeño monte se crian algunos pinos: ademas de los caminos que dirigen á los pueblos limítrofes hay uno que va de la Conca de Tremp á Orgañá, recibiendo de este último punto la correspondencia por medio de espreso. prod. trigo, patatas, abundantes bellotas y legumbres; cria ganado cabrío y de cerda, y caza considerable de conejos, perdices y liebres. pobl.. 4 vec., 25 alm. cap. imp.: 8,964. contr.: el 14'48 por 100 de esta riqueza.
(Madoz, 1848, p. 523)

## Demografía
| Gráfica de evolución demográfica de Montanisell entre 1842 y 1960 |
| |
| Población de derecho según los censos de población del INE Población de hecho según los censos de población del INEEn este censo se denominaba Montaniull: 1842 Entre el censo de 1970 y el anterior, este municipio desaparece porque se integra en el municipio 25077 (Coll de Nargó) |

El municipio de Montanisell desapareció en 1969, al ser incorporado junto con el de Gabarra al término municipal de Coll de Nargó. En 2022, la entidad singular de población de Montanissell tenía empadronados 19 habitantes y el núcleo de población 12 habitantes.

## Patrimonio
En el lugar hay una iglesia bajo la advocación de San Juan Bautista.